# Gottfried Bernhard von Eckardstein
Gottfried Bernhard von Eckardstein, auch Gottfried Burckhard von Eckhardstein (* 23. Dezember 1769 in Münden; † 17. Oktober 1816 in Berlin), war ein deutscher Unternehmer und Steingutfabrikant in Berlin.

## Leben
Gottfried Bernhard von Eckardstein war der älteste Sohn des niedersächsischen Kaufmanns und Spiegelglasfabrikanten Ernst Jacob (von) Eckard(stein) (ab 1799 Freiherr von Eckard(t)stein). Nachdem er zunächst als Teilhaber einer Petersburger Handlung keinen Erfolg hatte, ging er 1799 von Hannover nach Berlin. Dort übernahm er im Februar 1800 die von Johann Friedrich Kammann am 30. November 1797 gegründete Steingut- und Fayencenfabrik, mit Sitz in den nächsten Jahrzehnten in der Berliner Landsberger Straße 65. Diese Fabrik führte er sehr erfolgreich. Friedrich Gilly und der junge Schinkel fertigten für die Fabrik Zeichnungen von Gefäßen an.
Eckardstein war verheiratet mit Sophie Elisabeth Karsten (1782–1865), Tochter der Ilse Katharine Busse und des Kaufmanns Johann Diedrich Karsten. Nach seinem Tod wurde seine Witwe Besitzerin der Fabrik, die noch bis 1867 unter dem Namen E. F. G. v. Eckardstein Erben im Familienbesitz bestand; von 1833 bis 1841 im Besitz des Sohnes Eduard (1802–1841) und danach im Besitz des Sohnes Wilhelm (1803–1869). Letzterer war zudem Pächter des Rittergutes Quitzow in Nordbrandenburg. Wilhelm Freiherr von Eckardstein war mit Anna Freiin von Houwald-Straupitz verheiratet, Tochter der Jeanette von Thermo und des Standesherrn Karl Freiherr von Houwald-Straupitz. Der dritte Sohn Heinrich Freiherr von Eckardstein (1804–1871) wurde Gutsbesitzer im Kreis Oseterrode, auf Gut Frögenau. Seine Frau war Luise von Rüchel-Kleist (1824–1901). In den 1860er Jahren bestand unter gleicher Berliner Adresse Die Chamott-Retorten- und Chamott-Stein-Fabrik der G. v. Eckardstein`s Erben.